# Perikoop
Een perikoop (Grieks: περικοπή, perikoptoo, lett.: "rondom afhakken", "besnoeien", daarom "afgesneden gedeelte") is in de liturgie een gedeelte uit de Bijbel. In de Bijbelwetenschap wordt de term gebruikt om bouwstenen voor verhalen in de Hebreeuwse Bijbel of de evangeliën aan te duiden.

## Bijbelgedeelten
Het is in het bijzonder een Bijbelfragment dat op zon- en feestdagen naar een vaste orde – wel aangeduid als het kerkelijk jaar – in de christelijke eredienst wordt voorgelezen. Vele kerkgenootschappen (de orthodoxe kerken, Rooms-Katholieke Kerk, de Oudkatholieke Kerk, de Anglicaanse Kerk, de Evangelisch-Lutherse Kerk en De Christengemeenschap) nemen deze orde in acht, al zijn er onderlinge afwijkingen, met name in de tijd na Pinksteren.
De synagoge kende een indeling van de eerste vijf boeken van het Oude Testament, die soms over een periode van drie jaar of in één jaar werden gelezen. De Kerk kende omstreeks 200 her en der het gebruik van een viervoudige lezing: Pentateuch (de eerste vijf boeken van het Oude Testament), de profetische boeken, brieven van het Nieuwe Testament en de Evangeliën. Op den duur zijn verschillende gewoonten gegroeid (drie lezingen; twee lezingen uit het Nieuwe Testament). Voor de grote feestdagen koos men de daarop betrekking hebbende Bijbelgedeelten. Geleidelijk ontstond op en rondom de feestdagen een zeker kader, waar men niet meer van afweek.
Het is niet duidelijk in hoeverre de synagoge invloed gehad heeft op de keuze van de lezingen. Zeker is, dat het kader van de lezingen, het zogenaamde perikopensysteem, zich in het begin van de 6e eeuw wat betreft de lezingen in de eucharistieviering vrijwel volledig ontwikkeld heeft. Begin en einde van de perikopen merkte men in de tekst door een teken, ook wel in margine (indiculi, capitularia); later schreef men ze in afzonderlijke codices af (lectionaria). Wanneer de gedeelten uit de brieven (epistels) of de evangeliën gescheiden van elkaar afgeschreven werden, sprak men van epistolaria, respectievelijk evangeliaria.
Maarten Luther (1483-1546) sloot zich aan bij de oudkerkelijke perikopen. Huldrych Zwingli (1484-1531) brak met het hele systeem; hij meende dat de perikopen de toegang tot het geheel van de schrift versperren. Ook Johannes Calvijn (1509-1564) koos zo consequent mogelijk voor de doorlopende schriftlezing en een daarbij aansluitende doorlopende prediking. In het gereformeerd protestantisme ontwikkelde zich later toch weer een vorm van kerkelijk jaar op en rondom de grote feestdagen, zonder dat men echter terugkeerde tot de oude perikopen. Op den duur leidde dit tot algehele vrijheid voor de predikant wat betreft de keuze van de schriftlezingen.
In de Romeinse liturgie van de Katholieke Kerk is een nieuwe orde van de lezingen voor de viering van de mis en van het getijdengebed in 1977 verschenen. Het Tweede Vaticaans Concilie (1962-1965) had immers opgeroepen om de tafel van het Woord rijker aan te richten, zo dat binnen een vastgesteld aantal jaren het belangrijkste deel van de Heilige Schrift aan het volk wordt voorgelezen. Het lectionarium voor de zondagen bevat thans een cyclus van drie jaren (A, B en C) en heeft telkens drie lezingen. Voor de weekdagen wordt een tweejarige cyclus gehanteerd, met telkens twee lezingen.

### Voor- en nadelen van een perikopenstelsel
Aan het gebruik van een perikopenstelsel of leesrooster in de kerkdiensten kleven diverse voor- en nadelen. 
De nadelen:
- Enkele leesroosters zijn van mindere kwaliteit.
- Het verdient de voorkeur om minder fragmentarisch uit de Bijbel te lezen en te preken, maar door middel van lectio continua gehele bijbelboeken te bepreken.
- Er zijn tijden, gelegenheden en situaties waarbij de gemeenteleden een preek 'nodig hebben' die afwijkt van het leesrooster.
- De kerk is te groot en te gevarieerd om allen tegelijk en overal uit dezelfde tekst te preken. Verschillende gemeenten hebben verschillende preken uit verschillende teksten nodig.
- Door het perikopenstelsel wordt de bediening van het Woord verarmt tot een selectie. (Zie ook voordelen)
- Het is niet goed dat eens in de zoveel tijd dezelfde tekst terugkomt.

De voordelen:
- Het laat de eenheid van de kerk zien.
- Het voorkomt een te selectieve behandeling van bijbelteksten door de voorganger. (Zie ook nadelen)
- Predikanten kunnen gemakkelijker samenwerken bij de voorbereiding van de preek.
- Er kan eenvoudiger voorbereidingsmateriaal worden geschreven voor predikanten.
- Kerkmusici kunnen zich beter voorbereiden, om zodoende een meer sluitende orde van dienst samen te stellen

## Bouwstenen van verhalen in de Bijbel

### Hebreeuwse Bijbel
Binnen de documentaire hypothese wordt de term perikoop gebruikt om de verhaalelementen uit de verschillende ontstaansfases van de Pentateuch aan te duiden. Het kan daarbij gaan om zeer kleine elementen, zoals woorden, zinsdelen, zinnen of enkele zinnen tot vroege versies van afgeronde verhalen, zoals het scheppingsverhaal, het verhaal over Adam en Eva in de Hof van Eden, verhalen over de aartsvaders, Mozes in het biezen mandje, het ontvangen van de tien geboden en andere verhalen.

### Evangeliën
De term perikoop wordt ook gebruikt in het kader van het ontstaan van de evangeliën in het Nieuwe Testament, vooral van de synoptische evangeliën. In deze synoptische evangeliën komen diverse verhaalonderdelen terug in verschillende verhalen. Het betreffen gebeurtenissen of uitspraken van Jezus die regelmatig van pas kwamen bij het evangelisatiewerk en daarom op enig moment in de tijd werden opgeschreven. Sommige daarvan werden op onderwerp samengevoegd. Deze (nog altijd korte) passages worden perikopen genoemd. Met de groei en verspreiding van het vroege christendom groeiden ook deze perikopen en begonnen deze onderling te verschillen. Op een verder punt in de tijd werden deze perikopen samengevoegd tot proto-evangeliën. Deze term duidt werken aan die redelijk afgeronde verhalen inzake Jezus' leven beschreven, een serie perikopen, maar nog niet het volledige verhaal. Een dergelijke (hypothetische) bron was bijvoorbeeld Bron Q.